# Guilty Gear
Guilty Gear est une série de jeux de combat développée par Daisuke Ishiwatari et Arc System Works, et publiée par Sega-Sammy.

## Historique
Sorti en 1998 sur la console PlayStation, le premier épisode de la série, simplement nommé Guilty Gear, n'a pas rencontré le succès espéré, malgré un bon accueil des critiques. Ce n'est qu'à partir du second, Guilty Gear X, sorti sur Dreamcast en 2000 que la série s'est vraiment fait connaître. Guilty Gear X introduisit de nouveaux éléments de gameplay et des graphismes en haute résolution, ainsi que plusieurs nouveaux personnages. Il reçut aussi une mise à jour graphique et une révision complète de ses mécaniques en 2003, s'appelant simplement Guilty Gear X 1.5. Cette version est toujours exclusive au Japon.
Le troisième épisode, Guilty Gear XX: The Midnight Carnival (Guilty Gear X2 en Amérique du Nord et en Europe), sorti en 2002, rajouta plusieurs modes de jeu, 4 nouveaux personnages, tout en améliorant grandement les graphismes et les mécanismes de jeu. Ce fut le premier épisode à recevoir une mise à jour (Guilty Gear XX#Reload), qui introduisit un autre personnage et des rééquilibrages de puissance entre les personnages. Une deuxième mise à jour est sortie en 2005 au Japon seulement, nommée Guilty Gear XX Slash, qui intégra deux autres personnages et d'autres mises à jour sur les personnages existants.
Plusieurs jeux n'ayant pas de rapports directs avec la série sont sortis sur plusieurs consoles depuis, le plus notable d'entre eux étant Guilty Gear Isuka, une version à 4 joueurs qui introduisit plusieurs nouveaux personnages (dont un jouable), un mode Boost, une version beat them all du jeu et plusieurs autres modes de jeu. Toutefois, le jeu n'a pas été très bien reçu par les critiques et les fans, à cause des changements dans la mécanique du jeu que la plupart des joueurs n'ont pas réussi à assimiler, notamment l'ajout d'un bouton turn permettant de retourner son personnage ce qui augmente ses possibilités de manière exponentielle.
La série a aussi eu plusieurs titres sur consoles portables, notamment la WonderSwan Color, la Game Boy Advance, la Nintendo DS, la PlayStation Portable et même sur téléphones mobiles. De ces titres, seulement trois ont été annoncés pour une sortie hors du Japon, Guilty Gear Dust Strikers (Nintendo DS), Guilty Gear X: Advance Edition (Game Boy Advance) et Guilty Gear Judgment (PlayStation Portable), celui-ci étant encore en production. Les autres titres sont Guilty Gear Petit et sa suite, Guilty Gear Petit 2 (WonderSwan Color), Guilty Gear XX #Reload (PlayStation Portable) et Guilty Gear Club (téléphones mobiles).

## Histoire
La série Guilty Gear se déroule autour de l'année 2180, dans un monde futuriste, chaotique et mystique. En 2010, l'humanité a découvert une source d'énergie illimitée d'une puissance incroyable, surnommée Magic, résolvant la crise énergétique mondiale, mais ne mettant toutefois pas fin aux guerres. Le pouvoir de Magic a été combiné avec les humains et d’autres créatures, créant des armes vivantes connues sous le nom de Gear. Finalement, les Gears se retournèrent contre la race humaine, en commençant une guerre séculaire mondiale connue sous le nom de croisades, où l'Ordre Sacré des Chevaliers Saints (Seikishidan en japonais) a défait Justice, le chef des Gears. Justice ayant été enfermé dans une prison dimensionnelle, tous les autres Gears ont apparemment cessé de fonctionner, apportant la fin d'une ère de conflits.

### Guilty Gear
Cinq ans après la fin de la guerre, un Gear appelé Testament prévoit de libérer son chef Justice. En réponse, les Nations unies annoncent un tournoi de combattants capables de vaincre Testament et Justice. Justice est ainsi battu par Sol Badguy qui est alors chasseur de primes, laissant place à une autre paix fragile.

### Guilty Gear X
Moins d'un an après les événements du premier opus, un nouveau Gear puissant apparaît. Craignant l'aube d'une nouvelle guerre, les Nations unies ont organisé un tournoi, offrant 500 000 dollars pour la destruction de ce Gear.
Le Gear était une jeune fille nommée Dizzy. Très puissante, elle n’a cependant aucun désir de guerre et de destruction. Elle a été battue et sa vie a été épargnée par Sol Badguy. Un peu plus tard, elle a été trouvée par Ky Kiske, le charismatique chef de la police des Nations unies et ex-chef de l'Ordre Sacré des Chevaliers Saints. Il la confie à Johnny et May, des pirates de l'air. Ils la considèrent rapidement comme l’une des leurs. Jam Kuradoberi, une chasseuse de primes et chef cuisinière, a revendiqué la disparition de Dizzy afin qu'elle puisse récupérer la récompense et financer son restaurant.

### Guilty Gear XX
Peu de temps après la disparition de Dizzy, le mystérieux Bureau d'Administration Post-Guerre (PWAB) a commencé secrètement à enquêter sur les Gears et les combattants des tournois précédents pour ses propres ambitions. Différents protagonistes travaillent dans l'ombre pour prendre le contrôle du monde, l'un d'eux étant le créateur même des Gears, un personnage connu seulement comme "That Man". Les combattants se retrouvent impliqués dans des situations périlleuses, manipulés notamment par la méchante I-No, qui se révèle être au service de That Man pour des raisons encore inconnues.

## Liste des jeux
- Guilty Gear (1998) - PlayStation
- Guilty Gear X (2000) - Arcade Naomi, Dreamcast, PC
  - Guilty Gear X: Advance Edition (2002) - Gameboy Advance
  - Guilty Gear X 1.5 (2003) - Arcade Atomiswave
- Guilty Gear Petit (2001) - WonderSwan Color
- Guilty Gear Petit 2 (2001) - WonderSwan Color
- Guilty Gear XX: The Midnight Carnival (2002) - Arcade Naomi GD-ROM, PlayStation 2
  - Guilty Gear XX#Reload (2003) - Arcade Naomi GD-ROM, PlayStation 2, Xbox, PC
  - Guilty Gear XX Slash (2005) - Naomi GD-ROM, PlayStation 2
- Guilty Gear Isuka (2004) - Arcade Atomiswave, PlayStation 2, PC
- Guilty Gear Club (2005)
- Guilty Gear Dust Strikers (2006) - Nintendo DS
- Guilty Gear Judgment (2006) - PSP
- Guilty Gear XX Accent Core (2007) - Naomi GD-ROM, PlayStation 2, Wii
  - Guilty Gear XX Accent Core Plus (2008) - PlayStation 2, PSP, Wii
  - Guilty Gear XX Accent Core Plus R (2012) - RingEdge 2, PC, Nintendo Switch
- Guilty Gear 2: Overture (2008) - Xbox 360
- Guilty Gear Xrd -Sign- (2014) - RingEdge 2, PlayStation 3, PlayStation 4, PC
  - Guilty Gear Xrd -Revelator- (2015) - RingEdge 2, PlayStation 3, PlayStation 4, PC
  - Guilty Gear Xrd: Rev 2 (2017) - RingEdge 2, PlayStation 3, PlayStation 4, PC
- Guilty Gear Strive (2021) - PlayStation 4, PlayStation 5, PC

Note : Les « Guilty Gear XX » (dénomination japonaise d'origine) sont parus sous la dénomination « X2 » en Occident.

## Liste des personnages

### Guilty Gear
- Sol Badguy : Sol se nommait autrefois Frederick, il fut avec “L’homme” l’investigateur du projet Gear au début du XXIe siècle, un projet visant à créer des êtres issus de la magie, dont il fut le premier cobaye.

La disparition de son partenaire, ainsi que de tous les autres membres, ne lui permit pas de finir le projet Gear.
N’ayant plus rien d’humain, Frederick créa une machine de reconstitution moléculaire, pour reprendre forme humaine. À la suite de cela, il se mit à rechercher « l’homme ». lorsqu'il apprit que ce dernier avait repris ses expériences, il construisit l’arme Seal (aussi appelée Outrage), puis la divisa en huit parties qui furent perdues. À l’époque de Guilty Gear XX, cela fait 150 ans que Sol vit comme chasseur de primes et détruit les Gears.
Sol est un chasseur de primes, guerrier impitoyable extrêmement fort et capable de générer des flammes avec son propre corps. Autrefois, il faisait partie, tout comme Ky Kiske, de l'ordre des chevaliers saints ; il entretient d'ailleurs avec Ky une forte rivalité. Autrefois, Sol se battait avec une énorme épée qui n'avait aucun pouvoir. Il n'en était pas moins l'un des plus dangereux épéistes de l'ordre. Ses pouvoirs naturels consistant à invoquer des flammes lui permettant, en effet, de pallier largement à son manque d'arme efficace. Cependant un jour Sol estime que sa place dans l'ordre ne lui convenait plus, et désira faire cavalier seul. Il décida alors de quitter l'ordre. Il bat au passage son rival Ky et s'empare de l'épée nouvellement fabriquée par l'ordre : la Fire Seal, qui devrait lui permettre de mieux contrôler ses flammes. Alors qu'il croit être obligé de battre Kliff Undersn, chef de l'ordre, ce dernier lui révéla qu'il avait de toute façon l'intention de lui remettre l'épée. Et lui donna la permission de quitter l'ordre en paix, lui disant qu'il sera toujours malgré tout son meilleur homme de main. Depuis lors, Sol vit comme un chasseur de primes. Son but avoué est de détruire tous les Gears. Au terme d'un combat contre Justice, le plus puissant des Gears, on apprend que Sol est lui aussi un Gear, et que c'est là l'origine de ses pouvoirs. Justice ayant été conçu pour contrôler mentalement tous les Gears, ne parvint pourtant pas à contrôler Sol, ce dernier lui donne l'explication de cet échec : Sol est un prototype de Gears, il fut l'un des premiers Gears à avoir été créé comme Justice, il ne peut donc être contrôlé par les pouvoirs de ce dernier. Plus tard, Sol rencontre Dizzy, un autre Gear créé pour détruire, et ayant l'apparence d'une jeune fille incapable de contrôler ses pouvoirs qui dépendent principalement de deux ailes qu'elle porte et qui agissent indépendamment de sa volonté ; l'une de ses ailes est maléfique, l'autre bénéfique. Sol réussit à la battre, mais au lieu de la tuer, il lui coupera simplement l'aile maléfique et la laissera partir saine et sauve. Sol est également capable de se changer en dragon, mais ce pouvoir est encore trop difficile à contrôler pour lui, et épuise considérable ses forces à chaque fois qu'il s'en sert. Toutefois, cette transformation lui permet d'exécuter au moins une attaque, qui est quasiment imparable.
- Ky Kiske : Ky est l’éternel rival de Sol pour plusieurs raisons. En premier lieu car Sol refuse de croire en Dieu. Leur rivalité date de l’époque où Sol rejoignit le Holy Order, un groupe de combattants menés par Kliff pour combattre les Gears et Justice, leur commandant. Sol ne fit qu’un bref passage chez le Holy Order et en profita pour voler la Fire Seal (une des huit parties de la Seal qu’il avait créées), un des trésors de l’ordre.

Même si Ky fut placé à la tête du Holy Order et ensuite reconnu comme un inspecteur renommé quand l’ordre fut dissous, et que sa maîtrise de la Thunder Seal (une autre partie de la Seal) est exemplaire, il lui manque quelque chose : son propre sens de la justice. Ky Kiske est le fils d'un grand chevalier, suivant les traces de son père, il entre dans l'ordre des chevaliers saints sous les ordres de Kliff Undersn. Plus tard, lorsque Kliff prit sa retraite, Ky devint le nouveau chef de l'ordre. Il décida alors de pourchasser tous ceux qui allaient à l'encontre de sa vision de la justice, entre-autres Sol Badguy, son éternel rival et ancien équipier au sein de l'ordre. qui ne voit pas vraiment les choses à sa manière. Ky est celui qui a réussi à battre Justice le puissant Gear, alors que ce dernier était occupé par Sol. Plus tard Ky rencontre Dizzy, ayant été vaincu et épargné par Sol. Il décida de la recueillir un temps, avant de la confier aux pirates de l'air Johnny et May le temps qu'il règle les problèmes que l'ordre rencontre. Ky est humain contrairement à Sol. Cependant son épée, le Lightning Seal, lui donne la maîtrise de la foudre.
- May
- Chipp Zanuff
- Dr. Baldhead
- Kliff Undersn
- Axl Low
- Zato-1
- Potemkin
- Millia Rage
- Baiken (bonus)
- Testament (demi-boss)
- Justice (boss)

### Guilty Gear X
- Eddie (anciennement Zato-1)
- Johnny
- Jam Kuradoberi
- Testament (demi-boss)
- Dizzy (boss)
- Faust (anciennement Dr. Baldhead)
- Venom
- Anji Mito

### Guilty Gear XX: The Midnight Carnaval
- I-No (existe en version boss)
- Slayer
- Bridget
- Zappa
- Robo-ky (bonus) (boss caché du mode arcade)

### Guilty Gear XX #Reload
- Robo-ky (version refaite)
- Kliff Undersn (bonus)
- Justice (bonus) (boss caché du mode arcade)

### Guilty Gear XX Slash
- Order Sol (boss caché du mode arcade)
- A.B.A. (importé de GG Isuka)

### Guilty Gear Isuka
- A.B.A.
- Leopaldon (boss)
- Robo-ky Mk. II
- Robo-ky 2 substance
- Zako-dan

### Guilty Gear Petit
- Fanny
- GGky

### Guilty Gear 2: Overture
- Sin Kiske
- Izuna

- Dr. Paradigm
- Raven
- Valentine

### Guilty Gear Xrd -SIGN-
- Bedman
- Ramlethal Valentine
- Elphelt Valentine
- Leo Whitefang

### Guilty Gear Xrd -Revelator-
- Jack-O' Valentine
- Kum Haehyun

### Personnages non jouables
- Sharon
- Gabriel
- S-Ko Fantôme qui hante Zappa
- Megumi
- Tsuyoshi
- Roger Ours en peluche de Bridget
- Gig